# Ernst Eckert
Ernst Rudolph Georg Eckert (* 13. September 1904 in Prag; † 8. Juli 2004 in Saint Paul (Minnesota)) war ein Strömungsmechaniker, der durch seine Arbeiten zur Wärmeübertragung in kryogenen Materialien bis hin zu Plasmen sowie Studien zur Perkolation in porösen Materialien und verwandten Themen zur Entwicklung effizienter Turbinen und Triebwerke beigetragen hat. Die Eckert-Zahl ist nach ihm benannt.

## Leben
Nach seinem Abschluss als Diplomingenieur 1927 an der Technischen Hochschule in Prag, seiner Promotion 1931 und Habilitation 1938 arbeitete er während des Zweiten Weltkrieges bei der Deutschen Forschungsanstalt für Luftfahrt in Braunschweig. Eckert war Mitglied in der Sudetendeutschen Partei sowie im Sudetendeutschen Freikorps. Am 27. Februar 1939 beantragte er die Aufnahme in die NSDAP und wurde rückwirkend zum 1. Dezember 1938 aufgenommen (Mitgliedsnummer 6.432.891). Nach dem Krieg arbeitete er bei der Wright-Patterson Air Force Base als Teil der Operation Overcast, eines Programms während des Kalten Krieges, bei dem deutsche Wissenschaftler und Techniker in den USA arbeiten durften.
1951 wurde Eckert Professor an der University of Minnesota, wo er bis zu seinem Ruhestand im Jahr 1973 blieb.

## Werke (Auswahl)
- Einführung in den Wärme und Stoffaustausch (1937)
- Analysis of Heat and Mass Transfer (1972)